# Albert Gallois
Albert Gallois (Bayeux, 20 ottobre 1853 – 1937) è stato un esperantista francese.

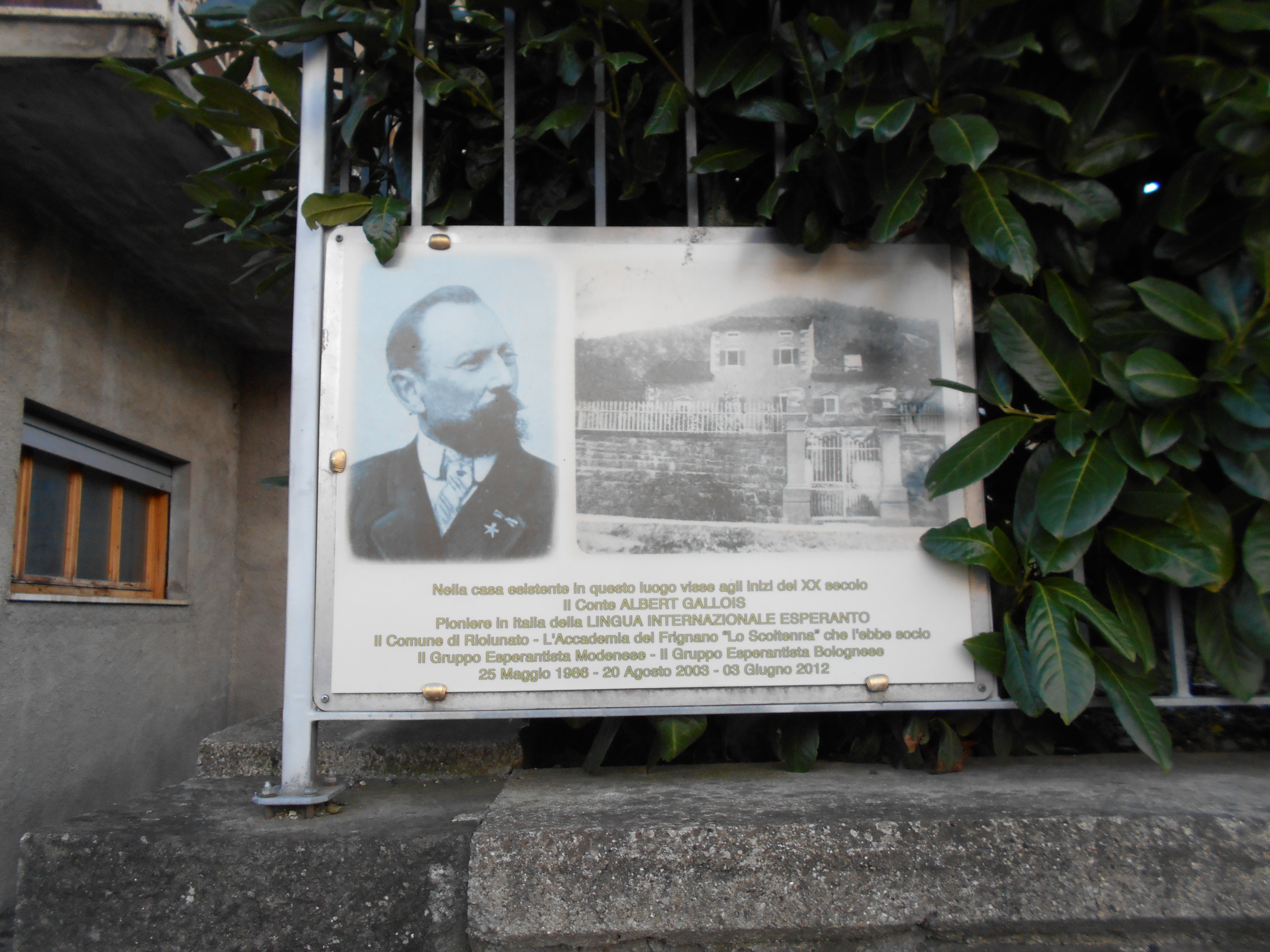
Albert Gallois a Riolunato

La sua passione per i viaggi lo portò in Tunisia, Canada e Guinea, dove nel 1900-1901 partecipò alla costruzione di una ferrovia come direttore.
Esperantista dal 1902, lavorò a lungo per la promozione della lingua esperanto in Italia dopo essersi sposato con un'italiana. Fondò un gruppo esperantista a Riolunato, in provincia di Modena; fu cofondatore dell'Itala Societo por la Propagando de Esperanto e della rivista esperantista L'esperantista, nel 1902.
Tradusse in lingua italiana due grammatiche di Théophile Cart (1903-04) e il Fundamento de Esperanto (secondo Luigi Giambene i traduttori di quest'ultimo, Rosa Junck e Gallois, non conoscevano l'italiano).